# Michael Petz
Michael Petz (* 24. April 1948 in Coburg) ist ein deutscher emeritierter Hochschullehrer und Lebensmittelchemiker.

## Leben und Wirken
Michael Petz wurde am 24. April 1948 als Sohn des Textileinzelhandelskaufmanns Peter Petz und dessen Ehefrau Ursula geboren. Seine Schulbildung schloss er im Jahre 1968 mit dem Abitur am Gymnasium Ernestinum in Coburg ab und absolvierte in weiterer Folge drei Monate lang ein pharmazeutisches Praktikum bei der Stadtapotheke Coburg und war danach bis zum Sommersemester 1969 Korrektor im Coburger Tageblatt. Mit dem Sommersemester 1969 nahm er sein Studium der Lebensmittelchemie unter den Professoren Dann und Thier an der Friedrich-Alexander-Universität Erlangen-Nürnberg auf. 1974 schloss er dieses Studium ab und absolvierte im darauffolgenden Jahr 1975 ein Praktisches Jahr im Landesuntersuchungsamt für das Gesundheitswesen Nordbayern mit Sitz in Regensburg, wo er im Fachbereich Chemie tätig war. Danach begann er im Jahre 1976 sein Promotionsstudium bei Hans-Peter Thier an der Westfälischen Wilhelms-Universität Münster, wo Ludwig Acker die Institutsleitung innehatte. Am 6. Dezember 1979 erfolgte die Promotion im Fach Lebensmittelchemie zum Dr. rer. nat.; Petzs Dissertation, die mit magna cum laude bewertet wurde, trug den Titel Gaschromatographische Analysenmethode für das Coccidiostatikum Amprolium sowie sein Rückstandsverhalten in Hühnerfleisch und Eiern. Seine Nebenfächer waren Mikrobiologie unter Hans-Jürgen Rehm und Biochemie unter Herbert Witzel.
In den Jahren 1979 bis 1988 war Petz Wissenschaftlicher Assistent am Institut für Lebensmittelchemie der Universität Münster. Des Weiteren war er zwischen Mai und Dezember 1984 Postdoc am Wallaceville Research Centre des Ministry for Primary Industries in Wallaceville bei Upper Hutt tätig, wo er auf Einladung der neuseeländischen Regierung Arbeiten zur Analytik von Makrolidantibiotika in Lebensmitteln tierischer Herkunft machte. Im Jahre 1987 habilitierte Petz im Fachbereich Chemie der Universität Münster mit Lehrbefugnis für das Fachgebiet Lebensmittelchemie; das Thema seiner Schrift lautete Entwicklung einer Multimethode zur Rückstandsbestimmung antibiotisch wirksamer Stoffe in Lebensmitteln. 1988 endete seine Zeit als Wissenschaftlicher Assistent, als er in diesem Jahr die Lehrstuhlvertretung für das Fach Lebensmittelchemie an der Bergischen Universität Wuppertal übernahm. Ebenfalls in diesem Jahr erfolgte die Heirat mit der Diplom-Psychologin Regine Albers-Petz, sowie die Geburt der ersten gemeinsamen Tochter; im Jahre 1993 wurde die zweite Tochter geboren. Nach nur einem Jahr der Lehrstuhlvertretung übernahm Petz im darauffolgenden Jahr 1989 eine ordentliche Professur als Universitätsprofessor (C 4) für Lebensmittelchemie der Bergischen Universität Wuppertal, an der er auch als Vorsitzender des Prüfungsausschusses für die Erste Staatsprüfung für Lebensmittelchemiker fungierte. Bis zu seiner Emeritierung im Jahre 2013 hatte Petz den Lehrstuhl für Lebensmittelchemie an besagter Universität inne. Des Weiteren war er dort von 1989 bis 2005 Mitglied des Fachbereichsrats Chemie, von 1997 bis 2001 Dekan (und Prodekan) des Fachbereichs Chemie, von 2002 bis 2005 Mitglied des Senats, sowie von 2002 bis 2008 in der Rektoratskommission für Struktur und Finanzen der Universität.
Zu seinen wissenschaftlichen Interessensgebieten zählen die Entwicklung von Analysemethoden zur Identifizierung und quantitativen Bestimmung von Tierarzneimittelrückständen in Lebensmitteln mittels instrumentell-analytischer, immunchemischer und biosensorischer Verfahren, die Untersuchungen zum Verteilungs-, Ausscheidungs- und Metabolisierungsverhalten von Tierarzneimitteln nach Behandlung lebensmittelliefernder Tiere, sowie Studien zur Stabilität und dem Abbauverhalten von Rückstandsindividuen in Lebensmitteln in Abhängigkeit von Lagerung und Behandlung. Weiters stellte Petz Studien zur Analytik und Biosynthese von Capsaicinoiden und deren Vorstufen sowie deren Verteilung und Verhalten in frischen und verarbeiteten Capsicum-Früchten (Paprika, Chili) auf und interessierte sich für die inhaltsstoffliche Charakterisierung von Chili-Varietäten.
Von 1984 bis zu seiner Pensionierung im Jahre 2013 war Petz Mitglied der GDCh-Arbeitsgruppe Pharmakologisch wirksame Stoffe. Als Gründungsobmann war er von 1984 bis 1996 mit dem Aufbau und der Leitung der besagten Arbeitsgruppe betraut und leistete weiters wertvolle Arbeit in der Planung und Durchführung von Methodenvalidierungen und Laborvergleichsuntersuchungen, sowie bei der Organisation von Fortbildungsveranstaltungen. Außerdem war er Mitglied der Kommissionen (nach ehemals § 35 LMBG) Tierarzneimittelrückstände in Lebensmitteln und Hemmstoffe in Milch – chemische Methoden (1990 bis 2003) beim Bundesamt für Verbraucherschutz und Lebensmittelsicherheit, das wiederum aus dem Bundesinstitut für gesundheitlichen Verbraucherschutz und Veterinärmedizin hervorging. Von 1986 bis 1995 gehörte Petz als Delegierter der GDCh der bundesdeutschen Regierungsdelegation beim Codex-Alimentarius-Komitee Residues of Veterinary Drugs in Foods der WHO und der FAO in Washington, D.C. an. Ab 1990 wurde er durch den Bundesgesundheitsminister wiederholt in die Expertenkommission für den Veterinärmedizinischen Bereich (Kommission F) berufen. In den Jahren 1998 bis 2003 war Petz Mitglied im Wissenschaftlichen Beirat des Bundesinstitut für gesundheitlichen Verbraucherschutz und Veterinärmedizin und von 2003 bis 2008 war er Vorsitzender des Regionalverbands Nordrhein-Westfalen der Lebensmittelchemischen Gesellschaft.
Teilweise parallel dazu war er von 2005 bis 2013 Mitglied im Wissenschaftlichen Präsidium der Deutschen Gesellschaft für Ernährung. Für die Sitzungsperioden 2008 bis 2010 und 2011 bis 2013 wurde Petz zum ordentlichen Mitglied der BfR-Kommission für pharmakologisch wirksame Stoffe und Tierarzneimittel berufen. Petz führte rückstandsanalytische Weiterbildungsveranstaltungen (GDCh-Praxiskurse, Workshops und Infotage, sowie Behr’s-Seminare) durch und war im Jahre 1990 ein Gründungsmitglied im Wissenschaftlichen Komitee der Internationalen Tagung EuroResidue, einer jährlich stattfindenden Konferenz über Rückstände von Tierarzneimitteln in Lebensmitteln, der er bis 2008 als Mitglied angehörte. Darüber hinaus war Petz Mitglied der Redaktionsleitung (engl.: editorial board) der Fachzeitschrift European Food Research and Technology, sowie Reviewer für diverse weitere internationale Fachzeitschriften. Des Weiteren fungierte er in der Periode 1996 bis 1999 als Fachgutachter für das Fachgebiet Lebensmittelchemie bei der Deutschen Forschungsgemeinschaft (DFG); bereits davor war er von 1991 bis 1995 Ersatzgutachter. Als Gutachter war Petz neben der DFG unter anderem auch für den deutschen Wissenschaftsrat tätig.

## Preise
Zeitlebens wurde Michael Petz mit verschiedenen Preisen ausgezeichnet. Dazu zählt der Kurt-Täufel-Preis, auch Preis des Jungen Wissenschaftlers genannt, der ihm im Jahre 1986 von der „Lebensmittelchemischen Gesellschaft – Fachgruppe der Gesellschaft Deutscher Chemiker zur Förderung der wissenschaftlichen, technischen, lebensmittelrechtlichen und berufsständischen Interessen von Lebensmittelchemikern“ beim Deutschen Lebensmittelchemikertag in Würzburg verliehen wurde. 1996 erhielt Petz für Schnellmethoden zur Ermittlung gesundheitsgefährdender Komponenten in Lebensmitteln den Förderpreis der Heinrich-Stockmeyer-Stiftung und wurde zudem im Jahre 2012 mit der Adolf-Juckenack-Medaille der Lebensmittelchemischen Gesellschaft beim Deutschen
Lebensmittelchemikertag in Münster ausgezeichnet.